# 마르쿠스 비니시우스 아마라우 아우베스
마르쿠스 비니시우스 아마라우 아우베스(포르투갈어: Marcos Vinicius Amaral Alves, 1994년 6월 17일 ~ )는 마르캉(Marcão)으로 불리는 브라질 국적의 축구 선수이며, 포지션은 스트라이커다. 현재 울산 HD FC 소속이다. K리그 등록명은 말컹이다. 신장은 196cm이고, 큰 키에 비하여 빠른 주력과 발 밑 기술이 좋다는 평을 받는다.

## 클럽 경력

### 유년기
브라질 상파울루주 치에테에서 태어나 12세 때 상파울루 FC 유소년 팀에 입단하였다. 그러나 축구에 흥미가 없던 마르캉은 6개월만에 축구를 그만두고 농구선수로 전향했다. 17세 때 이투아누 FC 공개테스트에 참가 후 입단하여 축구를 다시 시작했다.

### 경남 FC
2016년 12월 20일 대한민국 2부 리그 K리그 챌린지의 경남 FC로 임대 이적했다.
2017년 5월 17일 기량을 인정받아 경남 FC로 완전 이적했다. K리그 챌린지 2017 시즌 22골을 몰아치며, 리그 득점 1위에 올라섰다. 그의 활약이 큰 보탬이 되어 그의 소속팀 경남 FC는 10월 14일 K리그 챌린지를 우승하며, 이듬해 K리그 클래식으로의 승격을 확정지었다. 시즌 종료 후 치러진 K리그 시상식에서 시즌 베스트 11과 MVP를 석권하였다.
2018년 3월 4일 상주 상무 축구단과의 K리그1 개막전에서 역대 2번째 K리그1 개막전 해트트릭을 기록하였고, 이후 경고 누적으로 퇴장을 당하면서 인상적인 리그 데뷔전을 치렀다. 이후 3월 17일 전남 드래곤즈와의 경기에서는 1골 1도움을 기록하며 맹활약했고, 4월 1일 강원 FC 전에는 2골을 기록하여 팀의 승리에 일조하였고, 이 경기 승리로 경남 FC가 단독 1위를 수성하는 데 도움을 보탰다. 2018시즌 말컹은 경남에서 26골 6도움이라는 괴물같은 기록을 선보였으며 K리그1 득점왕과 MVP를 모두 석권했다.

### 허베이 화샤 싱푸
2019년 2월 18일, 말컹은 중화인민공화국 슈퍼리그의 허베이 화샤 싱푸로 이적했다.
2021년 3월, 김종부 감독이 허베이로 부임하면서 재회했다.

### 우한 싼전
2021년 7월 19일, 말컹은 허베이 모회사의 재정난을 이유로 우한 싼전으로 이적했다. 19경기 11골을 넣어 1부 리그 승격을 기여한 말컹은 중국 슈퍼리그 2022에서 26경기 27골을 넣어 득점왕을 차지했고 리그 우승에 기여했다.

### 알아흘리
2023년 1월, 사우디아라비아 1부 리그의 알아흘리로 이적했다.
2023년 7월 27일, 우한 싼전으로 임대 복귀했다.

### 울산 HD
2025년 7월 18일에 울산 HD 이적을 통해 7년 만에 K리그로 복귀하였다.

## 수상 내역

### 클럽
경남 FC
- K리그 챌린지 : 우승 (2017)
- K리그 클래식 : 준우승 (2018)

### 개인
- K리그1 최우수선수상 MVP : (2018)
- K리그 클래식 베스트 11 : (2018)
- K리그 클래식 최다득점 수상자 : (2018)
- K리그 챌린지 최우수선수상 MVP : (2017)
- K리그 챌린지 베스트 11 : (2017)
- K리그 챌린지 최다득점 수상자 : (2017)

## 기타
- 축구 선수를 하기 전에는 농구 선수로 활동했으며 현재까지도 간간히 농구를 즐긴다고 한다.[3]
- 걸그룹 트와이스의 팬이며 2018시즌 말컹이 득점왕에 오르자 시상식에서 트와이스가 영상편지를 남기기도 했다.[4] 또한 골 셀러브레이션으로 트와이스의 노래 〈TT〉의 우는 듯한 모습의 손가락 안무를 보이기도 한다.